# AZA (motorfiets)
AZA is een historisch Tsjechisch merk van motorfietsen.
De bedrijfsnaam was: Motor Company, Vinarska, Praha.
De naam “AZA” werd door de JAP-fabriek gebruikt voor de kleinere motorblokken. De in Praag gemaakte AZA had een dergelijke 147cc-JAP-motor. In dezelfde fabriek werden 996cc-zijklepmotorfietsen onder de merknaam merk MC gebouwd. De productie begin in 1924 en eindigde in 1926.